# Грінфілд Тауншип (округ Лекаванна, Пенсільванія)
Грінфілд Тауншип (англ. Greenfield Township) — селище (англ. township) в США, в окрузі Лекаванна штату Пенсільванія. Населення — 2260 осіб (2020).

## Демографія
Згідно з переписом 2010 року, у селищі мешкало 2105 осіб у 828 домогосподарствах у складі 608 родин. Було 1001 помешкання
Расовий склад населення:
| - 98,5 % — білих - 0,5 % — чорних або афроамериканців - 0,2 % — азіатів - 0,1 % — корінних американців |

До двох чи більше рас належало 0,6 %. Частка іспаномовних становила 0,7 % від усіх жителів.
За віковим діапазоном населення розподілялося таким чином: 22,0 % — особи молодші 18 років, 61,5 % — особи у віці 18—64 років, 16,5 % — особи у віці 65 років та старші. Медіана віку мешканця становила 43,8 року. На 100 осіб жіночої статі у селищі припадало 103,6 чоловіків;  на 100 жінок у віці від 18 років та старших — 99,9 чоловіків також старших 18 років.
Середній дохід на одне домашнє господарство  становив 82 764 долари США (медіана — 65 625), а середній дохід на одну сім'ю — 99 004 долари (медіана — 79 615). Медіана доходів становила 55 694 долари для чоловіків та 40 938 доларів для жінок. За межею бідності перебувало 9,3 % осіб, у тому числі 13,5 % дітей у віці до 18 років та 6,0 % осіб у віці 65 років та старших.
Цивільне працевлаштоване населення становило 1151 особа. Основні галузі зайнятості: освіта, охорона здоров'я та соціальна допомога — 26,2 %, роздрібна торгівля — 15,9 %, виробництво — 14,1 %.